# Elzer Berg
Der Elzer Berg ist eine 291,3 m ü. NHN hohe Erhebung im Westerwald am Westrand der Gemeinde Elz im hessischen Landkreis Limburg-Weilburg mit Hanglagen im rheinland-pfälzischen Westerwaldkreis. Bundesweite Bekanntheit erlangte die Erhebung vor allem wegen einer Gefällstrecke der Bundesautobahn 3 mitsamt stationärer Geschwindigkeitsüberwachung.
Unter der Erhebung führt der Tunnel Elzer Berg der Eisenbahn-Schnellfahrstrecke Köln–Rhein/Main hindurch, auf ihr wurde um die Jahreswende 2015/16 ein Windpark errichtet.

## Geographie

### Lage
Der Elzer Berg liegt im Süden des Westerwaldes zwischen dem Kernort der hessischen Gemeinde Elz (im Landkreis Limburg-Weilburg) im Osten sowie Niedererbach im Norden, Görgeshausen (beide im Westerwaldkreis) im Westen und Hambach (im Rhein-Lahn-Kreis) im Süden, drei rheinland-pfälzischen Ortsgemeinden. Sein Südwestausläufer ist der Gilnauer Berg (290,1 m), der im Westen und Süden an den Naturpark Nassau stößt. Nordwestlich vorbei am Elzer Berg fließt der kleine Fischbach, der beim nördlichen Niedererbach in den Lahn-Zufluss Erbach mündet und südlich vorbei der Hambach, der beim südöstlichen Aull der Lahn zufließt.
Auf dem Elzer Berg breiten sich Teile des Elzer Waldes aus. Auf ihm liegen auch solche des Fauna-Flora-Habitat-Gebiets Westerwälder Kuppenland (FFH-Nr. 5413-301; 31,87 km²) und das FFH-Gebiet Waldgebiet westlich von Elz (FFH-Nr. 5513-302; 40,83 ha).

### Naturräumliche Zuordnung
Der Elzer Berg gehört in der naturräumlichen Haupteinheitengruppe Westerwald (Nr. 32), in der Haupteinheit Niederwesterwald (324) und in der Untereinheit Emsbach-Gelbach-Höhen (324.0) zum Naturraum Eppenroder Hochfläche (324.04). Über seinen Ostausläufer Heidekopf (250 m) fällt die Landschaft in den Naturraum Hadamar-Elzer Beckenrand (311.01) ab, der in der Haupteinheitengruppe Gießen-Koblenzer Lahntal (31) und in der Haupteinheit Limburger Becken (311) zur Untereinheit Inneres Limburger Becken (311.1) zählt.

## Verkehr

### Bundesautobahn 3
Der Elzer Berg wird zwischen den Anschlussstellen Diez (Rhein-Lahn-Kreis, Rheinland-Pfalz – Kilometer 99,0) und Limburg-Nord (Landkreis Limburg-Weilburg, Hessen – Kilometer 107,5) von der Bundesautobahn 3 überquert. Von seiner Gipfelregion in das Limburger Becken bis nach Limburg an der Lahn hat die A 3 eine 8 km lange Gefällstrecke Richtung Süd-Osten.
Das Gefälle beträgt dort (bis zu) 5 % (im Vergleich: Kasseler Berge mit bis zu 8 %).

#### Unfallschwerpunkt
Diese lange Gefällestrecke bei Autobahnkilometer 100 in Richtung Frankfurt am Main war Anfang der 1970er Jahre ein Unfallschwerpunkt: die Statistik wies im Schnitt 350 Unfälle pro Jahr auf. In dieser Zeit erhielt der Berg auch den Spitznamen „Katzenbuckel“, weil das Gefälle ähnlich dem eines Katzenbuckels immer weiter zunimmt. Durch diese Topografie nimmt der Fahrer kaum wahr, dass er sich auf einer Gefällstrecke befindet und sein Fahrzeug wird, wenn er nicht auf den Tacho achtet, fast unbemerkt schneller. Dadurch resultiert ein verlängerter Bremsweg, eine der Hauptunfallursachen in der Vergangenheit, besonders bei Lastkraftwagen. An der Autobahn wurde daher ein großes Plakat mit der Aufschrift „Elzer Berg“ aufgestellt, das eine schreiende schwarze Katze zeigte, auf deren Buckel zwei Lkw extrem dicht aufeinander auffuhren. Dieses Schild wurde später demontiert, wahrscheinlich bei der Erneuerung der Anlagen im Jahr 1998.
Auf Initiative der Autobahnpolizei Idstein und zweier Limburger Krankenhausseelsorger wurden im April 1972 vier überdimensionale Schilderbrücken mit Anzeige der Geschwindigkeitsbegrenzung aufgestellt, denen im November 1973 stationäre Radaranlagen folgten – diese waren die ersten fest installierten Anlagen zur Geschwindigkeitsüberwachung in Deutschland. Die Verkehrsüberwachungsmaßnahme hatte einen durchschlagenden Erfolg. In den Folgejahren gingen die Unfallzahlen deutlich zurück. Im Jahr 1999 gab es noch 64 Unfälle, obwohl das durchschnittliche Verkehrsaufkommen pro Tag auf 88.000 Fahrzeuge stieg.
Stationäre Verkehrsüberwachungsmaßnahmen fanden nur auf der Gefällestrecke Richtung Limburg statt. In Richtung Montabaur werden jedoch zeitweise temporäre Tempolimits vorgegeben, über welche die Verkehrsteilnehmer durch elektronische Anzeigetafeln informiert werden.

#### Geschwindigkeitsüberwachung

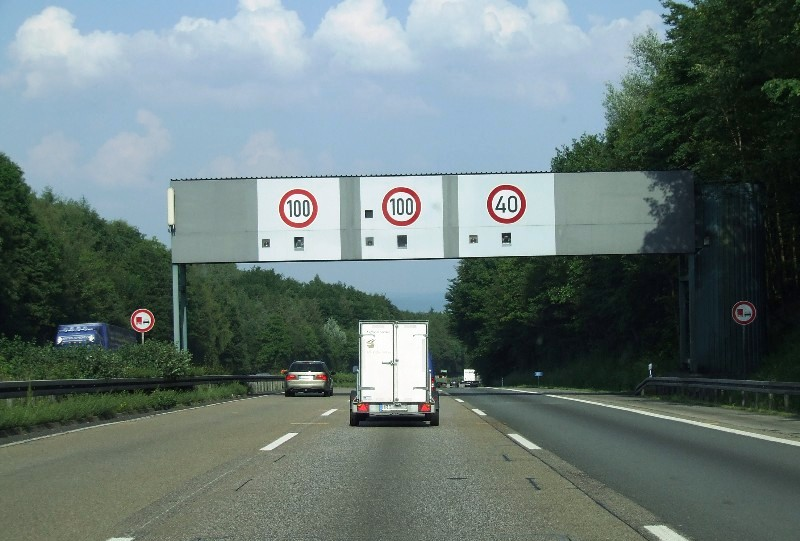
Stationäre Geschwindigkeitskontrolle am Elzer Berg zu Zeiten der 40-km/h-Begrenzung (bis Mai 2009)

Das Tempolimit von 100 Kilometern pro Stunde wurde von zwei stationären Geschwindigkeitsmessanlagen überwacht. Diese waren in der zweiten und dritten Schilderbrücke installiert und wurden wegen Vandalismus zeitweise mit Wachen gesichert, wofür die Schilderbrücken sogar eine kleine Kabine neben der Fahrbahn aufweisen. So wurden etwa die Kameras mehrfach beschossen (etwa im Oktober 1982) und 1994 sogar gestohlen.
Die Schilderbrücken und Geschwindigkeitsmessanlagen an der vielbefahrenen Autobahn Köln–Frankfurt erlangten schnell überregionale Bekanntheit. Unter den geblitzten Fahrern befanden sich im Laufe der Zeit auch zahlreiche prominente Persönlichkeiten. Die Musikgruppe Die Toten Hosen verewigte auf CD-Booklet beziehungsweise LP-Aufklapp-Cover ihres Albums Bis zum bitteren Ende ein Foto ihres Opel Blitz mit dem Vermerk „Spitze 146, radargemessen am Elzer-Berg“.
Im Dezember 1998 mussten die Schilderbrücken, die noch aus dem Jahr 1972 stammten, wegen Baufälligkeit abgerissen werden, woraufhin für rund 950.000 DM eine völlig neue Anlage aufgebaut wurde. Auch bei dieser befanden sich in den mittleren beiden der insgesamt vier Schilderbrücken Radaranlagen zur Geschwindigkeitsmessung. Die vierte und zuletzt folgende Schilderbrücke, die keine Geschwindigkeitsmessanlagen aufwies, wurde bereits vorzeitig demontiert. Das Hessische Innenministerium führte im Herbst 2003 am Elzer Berg einen temporären technischen Funktionstest für automatische Nummernschilderkennung durch, ohne dass Daten gespeichert wurden.
Während die Höchstgeschwindigkeit auf diesem Autobahnabschnitt 100 km/h beträgt, galt auf dem rechten Fahrstreifen bis Mai 2009 ein Tempolimit von 40 km/h – dies war bereits bei der Errichtung der ersten Schilderbrücke im Jahr 1972 so – und bis November 2014 eine Höchstgeschwindigkeit von 60 km/h. Die genannten Geschwindigkeitsbeschränkungen galten entgegen einer weit verbreiteten Ansicht für alle Fahrzeugtypen, da keine Einschränkung durch Zusatzzeichen erfolgte. In der Praxis wurde jedoch für Personenkraftwagen auch auf dem rechten Fahrstreifen eine Höchstgeschwindigkeit von 100 km/h zugrunde gelegt – bei einer gefahrenen Geschwindigkeit zwischen 60 und 100 km/h löste die Anlage zwar aus, die entsprechenden Aufnahmen wurden jedoch nachträglich ohne Erlass eines Bußgeldbescheides aussortiert. Hierdurch sollte ein Konflikt mit dem Rechtsfahrgebot bei schwachem Lkw-Verkehr – beispielsweise nachts oder an Sonntagen – vermieden werden. Mit Aufhebung des niedrigeren Tempolimits auf dem rechten Fahrstreifen wurde auf allen drei Spuren jeweils die Höchstgeschwindigkeit von 100 km/h angezeigt.
Hinter der dritten Schilderbrücke wurde und wird gelegentlich zusätzlich mit einem mobilen Radar oder Lichtschranke kontrolliert. Allein im Jahr 2006 wurden am Elzer Berg 93.000 Geschwindigkeitsüberschreitungen festgestellt und 1,8 Millionen Euro Bußgelder eingenommen.
Am 20. September 2019 wurde die Anlage inklusive der Schilderbrücken abgebaut, da die dauerhafte Standsicherheit der Schilderbrücken nicht mehr gewährleistet und eine Sanierung nicht möglich war. Bis zum Aufbau der neuen Geschwindigkeitsmessanlage fanden Kontrollen mit einem Enforcement Trailer statt.
Die dritte Generation der Geschwindigkeitsmessanlage am Elzer Berg wurde im Juni 2021 errichtet und unterscheidet sich in ihrem Aufbau von ihren Vorgängern. Statt fester Tempolimits werden an dieser Anlage, bei der es sich im Prinzip um einen Anzeigequerschnitt einer Verkehrsbeeinflussungsanlage handelt, per LED wechselnde Höchstgeschwindigkeiten angezeigt. Das Geschwindigkeitsradar befindet sich unterhalb der LED-Anzeige über jedem Fahrstreifen. Im Gegensatz zu ihren Vorgängern ist die 1,1 Millionen Euro teure Anlage eine Einzelanfertigung, sodass abgesehen von nachfolgenden mobilen Kontrollen nur eine einzige Radaranlage mehr besteht.

### Weitere Straßen

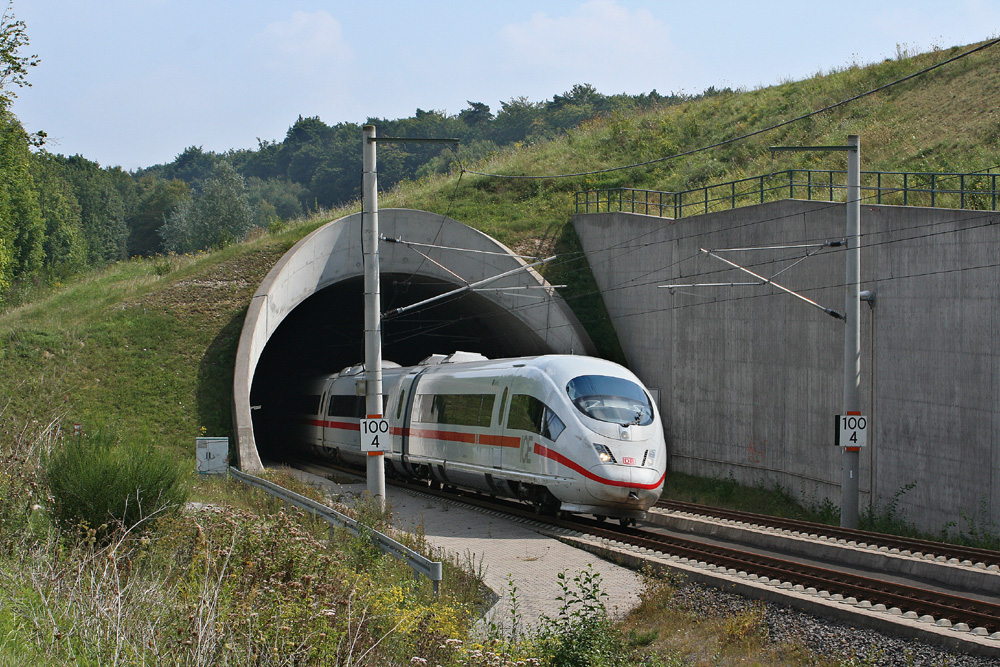
Nordportal des Tunnels unter dem Elzer Berg mit ausfahrendem ICE 3

Etwa zwei Kilometer westlich vom Gipfel des Elzer Berges liegt bei Görgeshausen die Anschlussstelle Diez der dort die Landesstraße 318 überquerenden A 3. Von der Landesstraße zweigt am Nordrand der Ortschaft die L 3447 ab, die über die südlichen Hanglagen des Berges ostsüdostwärts nach Staffel führt. Von Letzterer zweigt in Görgeshausen die Kreisstraße 164 ab, die nordostwärts in das rheinland-pfälzische Niedererbach verläuft. Dort trifft sie auf die K 156, die an der hessischen Grenze in die südostwärts nach Elz führende K 346 übergeht.

### Tunnel Elzer Berg
Durch den Elzer Berg führt der 1,11 km lange Tunnel Elzer Berg der Schnellfahrstrecke Köln–Rhein/Main, ein im Jahr 2002 in Betrieb genommener Eisenbahntunnel zwischen Elz und Görgeshausen.

## Windpark
Im Jahr 2010 begannen die Planungen für einen Windpark auf dem Elzer Berg. Messungen in 140 Metern Höhe über dem Erdboden ergaben Windgeschwindigkeiten von 6,0 bis 6,2 m/s, womit der Standort als wirtschaftlich gilt. Nachdem die Planungen 2013 eingereicht wurden, wurde die Genehmigung zum Bau im Frühsommer 2014 erteilt.
Seit Sommer 2015 entstand daher für 22,297 Millionen Euro ein Windpark mit sechs Anlagen des Typs Nordex N117/2400 nördlich und südlich der Autobahn und der Schnellfahrstrecke Köln–Rhein/Main. Die Anlagen haben eine Nabenhöhe von 141 Metern, einen Rotordurchmesser von 117 Metern und eine Gesamthöhe von rund 199 Metern und sind damit sogenannte Schwachwindanlagen. Ausführendes Unternehmen ist die brandenburgische ENERTRAG AG. Seit Mai 2016 sind die sechs Anlagen fertiggestellt.
Für die Anlieferung der Bauteile wurde eine eigene provisorische Autobahnabfahrt von der A 3 errichtet, aus diesem Grund musste kein Schwerlastverkehr durch die Gemeinde Elz verlaufen.